# Jean II de Dreux
Pour les articles homonymes, voir Jean II.
Jean II de Dreux, dit le Bon, né en 1265, mort en 1309, comte de Dreux, fils de Robert IV, comte de Dreux et de Braine, et de Béatrice de Montfort.
Il participa à plusieurs campagnes de Flandre sous le règne de Philippe le Bel, roi de France :
- Prises de Furnes, de Cassel, de Bergues et de Lille en 1297 ;
- Bataille de Courtrai en 1302 ;
- Bataille de Mons-en-Pévèle et siège de Lille en 1304.

Il fut ensuite un des négociateurs de la paix avec les Flandres.
Il épouse en premières noces en 1292 Jeanne de Beaujeu († 1308), dame de Montpensier, fille d'Humbert de Beaujeu, seigneur de Montpensier, et d'Elisabeth/Isabelle de Mello-St-Bris, et eut :
- Robert V (1293-1329), comte de Dreux ;
- Jean III (1295-1331), comte de Dreux ;
- Pierre (1298-1345), comte de Dreux ;
- Simon, prêtre ;
- Béatrice.

Veuf, il se remaria en 1308 avec Perrenelle, fille d'Henri III, seigneur de Sully, et eut :
- Jeanne II (1309-1355), comtesse de Dreux, mariée en 1330 à Louis († 1370), vicomte de Thouars.